# Susan Chepkemei
Susan Chepkemei (Komol (West-Pokot), 25 juni 1975) is een Keniaanse langeafstandsloopster. Ze behoort tot de sterkste marathonloopsters ter wereld. Ze won driemaal een zilveren medaille op het wereldkampioenschap halve marathon (2001, 2002 en 2003).

## Biografie

### Successen op de baan en de weg
Haar eerste succes behaalde Chepkemei reeds in 1989 door Keniaans kampioene te worden op de 10.000 m. Ze won de wedstrijd in 33.33,0.
In 1998 werd ze tweede op de marathon van Berlijn en won ze de Parelloop in 32.14. In 1999 werd ze eveneens tweede op de Rotterdam Marathon en won ze de Bredase Singelloop in 1:12.10. Haar succesvolste jaar is 2001. Toen zegevierde Chepkemei in de Rotterdam Marathon, halve marathon van Egmond, Dam tot Damloop, halve marathon van Lissabon en de Great North Run (halve marathon).
Op de Gemenebestspelen in 2002 in Manchester won Chepkemei een zilveren medaille op de 10.000 m. Met een tijd van 31.32,04 eindigde ze achter haar landgenote Salina Kosgei (goud) en voor de Australische Susie Power. In 2004 won ze de Dam tot Damloop voor de tweede maal in 53.06.

### Doping
Op 25 februari 2008 maakte de IAAF bekend, dat de Keniaanse atletiekbond Susan Chepkemei voor een jaar had geschorst na een positieve dopingtest. Chepkemei testte op 10 september 2007 bij een onaangekondigde test van de IAAF positief op Salbutamol, onder meer bekend als anti-astma medicijn. De Keniaanse bond schorste haar tot 18 oktober 2008 en schrapte haar resultaten met ingang van 10 september 2007.

## Titels
- Afrikaans kampioene 10.000 m - 2002
- Oost- en Centraal Afrikaans kampioene 10.000 m - 1995
- Keniaans kampioene 10.000 m - 1989, 2001, 2002
- Keniaans kampioene veldlopen (korte afstand) - 1999

## Persoonlijke records
Baan
| Onderdeel | Prestatie | Datum        | Plaats     |
| --------- | --------- | ------------ | ---------- |
| 3000 m    | 8.43,95   | 20 juli 2001 | Monaco     |
| 5000 m    | 14.55,27  | 13 juli 2001 | Oslo       |
| 10.000 m  | 31.32,04  | 30 juli 2002 | Manchester |

Weg
| Onderdeel      | Prestatie | Datum             | Plaats        |
| -------------- | --------- | ----------------- | ------------- |
| 5 km           | 15.19     | 8 september 2002  | Tilburg       |
| 5 Eng. mijl    | 26.13     | 16 september 2001 | South Shields |
| 10 Eng. mijl   | 51.23     | 23 september 2001 | Zaandam       |
| 20 km          | 1:06.46   | 1 oktober 2005    | Edmonton      |
| halve marathon | 1:07.36   | 7 oktober 2001    | Bristol       |
| 30 km          | 1:41.50   | 14 april 2002     | Londen        |
| marathon       | 2:21.46   | 23 april 2006     | Londen        |

## Palmares

### 5 km
- 2001:  BOclassic - 16.27

### 10.000 m
- 1989:  Keniaanse kamp. in Nairobi - 33.33,0
- 1996: 5e Keniaanse olympische Trials in Nairobi - 34.41,0
- 1998:  Keniaanse kamp. in Nairobi - 33.45,7
- 1999: 5e Keniaanse kamp. in Nairobi - 33.01,2
- 2001:  Keniaanse kamp. in Nairobi - 33.23,3
- 2002:  Keniaanse kamp. in Nairobi - 32.38,3
- 2002:  Gemenebestspelen in Manchester - 31.32,04
- 2002:  Afrikaanse kamp. in Tunis - 31.45,14
- 2005:  Keniaanse WK Trials in Nairobi - 32.24,5
- 2006: 5e Keniaanse kamp. in Nairobi - 32.49,0

### 10 km
- 1996:  Loopfestijn in Voorthuizen - 32.35
- 1997:  Silvesterlauf Ratingen - 33.26
- 1997:  Spaanderswoudloop in Hilversum - 33.25
- 1997:  Würzburger Residenzlauf -
- 1997:  Loopfestijn in Voorthuizen - 32.43
- 1998:  Paderborner Osterlauf - 31.53
- 1998:  Parelloop - 32.14
- 1998:  Bieg Fiata in Bielsko Biala - 34.22
- 1998:  Stadsloop Appingedam - 33.25
- 1998:  Ko-Lauf in Düsseldorf - 32.29
- 1999:  Silvesterlauf in Ratingen - 32.44
- 1999:  Parelloop - 32.03
- 1999: 4e Avon Running New York Mini Marathon - 32.20
- 1999:  Ko-Lauf in Düsseldorf - 32.37
- 2000:  Parelloop - 32.25
- 2001:  Parelloop - 31.53
- 2001:  Tilburg Ten Miles - 31.52
- 2002:  Tilburg Ten Miles - 31.11
- 2003:  New York Mini - 31.35
- 2003:  Peachtree Road Race in Atlanta - 31.12,1
- 2003:  Tilburg Ten Miles - 32.10
- 2004:  Peachtree Road Race in Atlanta - 31.55
- 2004:  Peoples Beach to Beacon in Cape Elizabeth - 31.35,1
- 2005:  World's Best in San Juan - 32.57,6
- 2006:  World's Best in San Juan - 32.07,9
- 2006: 4e Peachtree Road Race in Atlanta - 31.57
- 2006: 4e Beach to Beacon in Cape Elizabeth - 32.39,1
- 2011:  Loopfestijn in Voorthuizen - 32.59
- 2011:  Wiezoloop in Wierden - 32.40

### 15 km
- 1998:  Heerlen - 52.58
- 2000:  Zevenheuvelenloop - 48.15
- 2003:  Utica Boilermaker - 48.55
- 2004:  Utica Boilermaker - 48.50
- 2006:  Utica Boilermaker - 49.33

### 10 Eng. mijl
- 2001:  Dam tot Damloop - 51.23
- 2004:  Dam tot Damloop - 53.07
- 2005:  Dam tot Damloop - 51.13

### halve marathon
- 1997:  halve marathon van Egmond - 1:14.41
- 1997:  Paderborner Osterlauf - 1:10.10
- 1998: 6e halve marathon van Egmond - 1:14.15
- 1998:  halve marathon van Nizhniy Novgorod - 1:10.15
- 1999:  halve marathon van Egmond - 1:11.04
- 1999:  Paderborner Osterlauf - 1:10.07
- 1999:  Dam tot Damloop - 1:09.28
- 1999:  Bredase Singelloop - 1:12.10
- 2000: 4e Dam tot Damloop - 1:09.48
- 2000:  halve marathon van Lissabon - 1:09.10
- 2000:  WK in Veracruz - 1:09.40
- 2001:  halve marathon van Egmond - 1:10.36
- 2001:  halve marathon van Lissabon - 1:05.44
- 2001:  Great North Run - 1:08.40
- 2001:  WK in Bristol - 1:07.36
- 2002:  halve marathon van Egmond - 1:11.39
- 2002:  halve marathon van Lissabon - 1:08.23
- 2002:  WK in Brussel - 1:09.13
- 2003:  halve marathon van Bogotá - 1:10.29
- 2003:  Great North Run - 1:07.51
- 2003: 8e WK in Vilamoura - 1:10.35
- 2004:   Great North Run - 1:08.32
- 2005:  WK in Edmonton - 1:10.20
- 2005:  halve marathon van Lissabon - 1:08.49
- 2006:  halve marathon van Egmond - 1:12.16
- 2006:  halve marathon van Lissabon - 1:08.00
- 2006:  Great North Run - 1:10.22
- 2007:  halve marathon van Lissabon - 1:08.33
- 2007:  halve marathon van Bogotá - 1:17.55
- 2007: DSQ WK in Udine
- 2011: 4e halve marathon van Tarsus - 1:19.07
- 2011:  Paderborner Osterlauf - 1:13.34

### 25 km
- 1997:  25 km van Berlijn - 1:24.53
- 1999:  25 km van Berlijn - 1:24.29

### marathon
- 1998:  marathon van Berlijn - 2:28.19
- 1999:  marathon van Rotterdam - 2:26.38
- 2001:  marathon van Rotterdam - 2:25.45
- 2001:  New York City Marathon - 2:25.12
- 2002: 5e Londen Marathon - 2:23.19
- 2003: 4e Londen Marathon - 2:23.12
- 2003: 7e New York City Marathon - 2:29.05
- 2004:  New York City Marathon - 2:23.13
- 2005:  Londen Marathon - 2:24.00
- 2005:  New York City Marathon - 2:24.55
- 2006:  Londen Marathon - 2:21.46
- 2006: 10e New York City Marathon - 2:32.45

### overige afstanden
- 2000:  4 Mijl van Groningen - 20.14
- 2000:  Marseille-Cassis (20,3 km) - 1:08.30

### veldlopen
- 1990:  WK junioren in Aix-les-Bains (4,4 km) - 14.22
- 1992: 16e WK junioren in Boston (4 km) - 14.08
- 1997:  Sprintcross (6,1 km) - 21.20
- 1997: 7e Keniaanse kamp. in Nairobi (8 km) - 28.33
- 1997: 19e WK in Turijn (6,6 km) - 21.46
- 1998:  Sprintcross (6,1 km) - 21.04
- 1998: 9e Keniaanse kamp in Nairobi (8 km) - 28.51
- 1998: 12e WK lange afstand in Marrakech (8 km) - 26.35
- 1999: 5e WK lange afstand in Belfast (8 km) - 28.21
- 1999:  Sylvestercross (6 km) - 21.45
- 2000:  Warandeloop in Tilburg (6,2 km) - 19.35
- 2000:  WK lange afstand in Vilamoura (8 km) - 25.50
- 2001:  Keniaanse kamp. in Nairobi (8 km) - 27.53
- 2001: 4e WK lange afstand in Oostende (7,7 km) - 28.13
- 2002: 5e Keniaanse kamp. in Nairobi (8 km) - 27.47
- 2006: 4e Keniaanse kamp. in Nairobi (8 km) - 23.38,4